# Паларіково
Паларіково (словац. Palárikovo) — село, громада округу Нове Замки, Нітранський край. Кадастрова площа громади — 51.29 км².
Населення 4189 осіб (станом на 31 грудня 2019 року).

## Історія
Паларіково згадується 1248 року.

## Географія
Протікають Комочський канал і Паларіковський потік

## Населення
| Рік:            | 1994. | 2004.   | 2014.   | 2024.   |
| --------------- | ----- | ------- | ------- | ------- |
| Кількість осіб: | 4385  | 4398    | 4301    | 4203    |
| Різниця:        |       | +0,29 % | -2,20 % | -2,27 % |

| Рік:            | 2023. | 2024.   |
| --------------- | ----- | ------- |
| Кількість осіб: | 4224  | 4203    |
| Різниця:        |       | -0,49 % |